# Vincze Károly (kanonok)
Kishindi Vincze Károly Pál (Kishind, 1844. január 26. – 1923. február 28.) esperes, plébános, kanonok.

## Élet
Szülei Vincze Sándor kishindi közbirtokos és Jantsovits Nepomucena voltak.
Filozófiát Nagyszombatban tanult, a teológiát 1866-ban Esztergomban. Ugyanakkor felszentelték, s Verebélyen lett káplán. 1870-ben Csiffáron volt adminisztrátor, majd 1871-től Nagyhinden lett plébános 1911-ig. Utódja Cservenka Kálmán lett. 1885-től nagycétényi esperes lett. 1911-ben pozsonyi kanonok lett.
Kőrösy Józsefnek Nagyhinddel és Kishinddel kapcsolatban szolgáltatott adatokat. Anyagilag is áldozott többek között a nagyhindi templom festésére, torony építésére, kishindi kápolnaépítésre, béládi kereszt állítására, árvák nevelésére, családi egyházfi és kishindi tanító támogatására, ennek ellenére 1901-ben mégis a sajtó útján érte rágalom.
Az Aranyos-maróti takarékpénztár részvénytársulat felügyelőbizottságának tagja volt. Az Esztergomi Főegyházmegyei Papi Nyugdijintézetének tagja. 453 holdas birtokot igazgatott. A bábindali, kishindi és nagyhindi iskolaszék elnöke, tanfelügyelő volt.